# Бухрово
Бухрово — деревня в Весьегонском муниципальном округе Тверской области.

## География
Деревня находится в северо-восточной части Тверской области на расстоянии приблизительно 22 км на юго-запад по прямой от районного центра города Весьегонск.

## История
Известна с 1745 года как деревня с 28 крестьянскими «душами». В 1859 году отмечено было 26 дворов. К началу 2000-х годов многие жители переехали на постоянное место жительства в Весьегонск,. До 2019 года входила в состав Ивановского сельского поселения до упразднения последнего.

## Население
Численность населения: 28 (1745 год), 132 человек (1859 год), 23 (русские 87 %) в 2002 году, 9 в 2010, 6 в 2021, 4 в 2024, 4 в 2025 (Летом 10).